# Ковальчук Василь Володимирович
Ковальчук Василь Володимирович (нар. 18 квітня 1973, Черкаси) — український спортсмен, що спеціалізується на кульовій стрільбі, Майстер спорту України міжнародного класу. Паралімпійський чемпіон (2012, 2016).

## Біографічні відомості
Ковальчук Василь Володимирович народився 18 квітня 1973 року у Черкасах. Він втратив праву руку, коли йому було 11 років — її відірвав ведмідь у місцевому зоопарку. З 2008 року почав займатися спортом — пробував параатлетику, настільний теніс, плавання та футбол. Займається кульовою стрільбою в Черкаському обласному центрі «Інваспорт».
Дружина — Ольга Ковальчук, теж паралімпійська спортсменка. Є донька Марина та син Вадим.

## Спортивні досягнення
На Літніх Паралімпійських іграх 2012 отримав золоту медаль у стрільбі лежачи із пневматичної гвинтівки з 10-ти метрів. Другу золоту медаль отримав на Літніх Паралімпійських іграх 2016 теж у стрільбі лежачи із пневматичної гвинтівки з 10-ти метрів. Також він встановив паралімпійський рекорд, вигравши кваліфікацію з результатом 637,1 бали, а також встановив новий рекорд для фіналів —211,7 балів.

## Відзнаки та нагороди

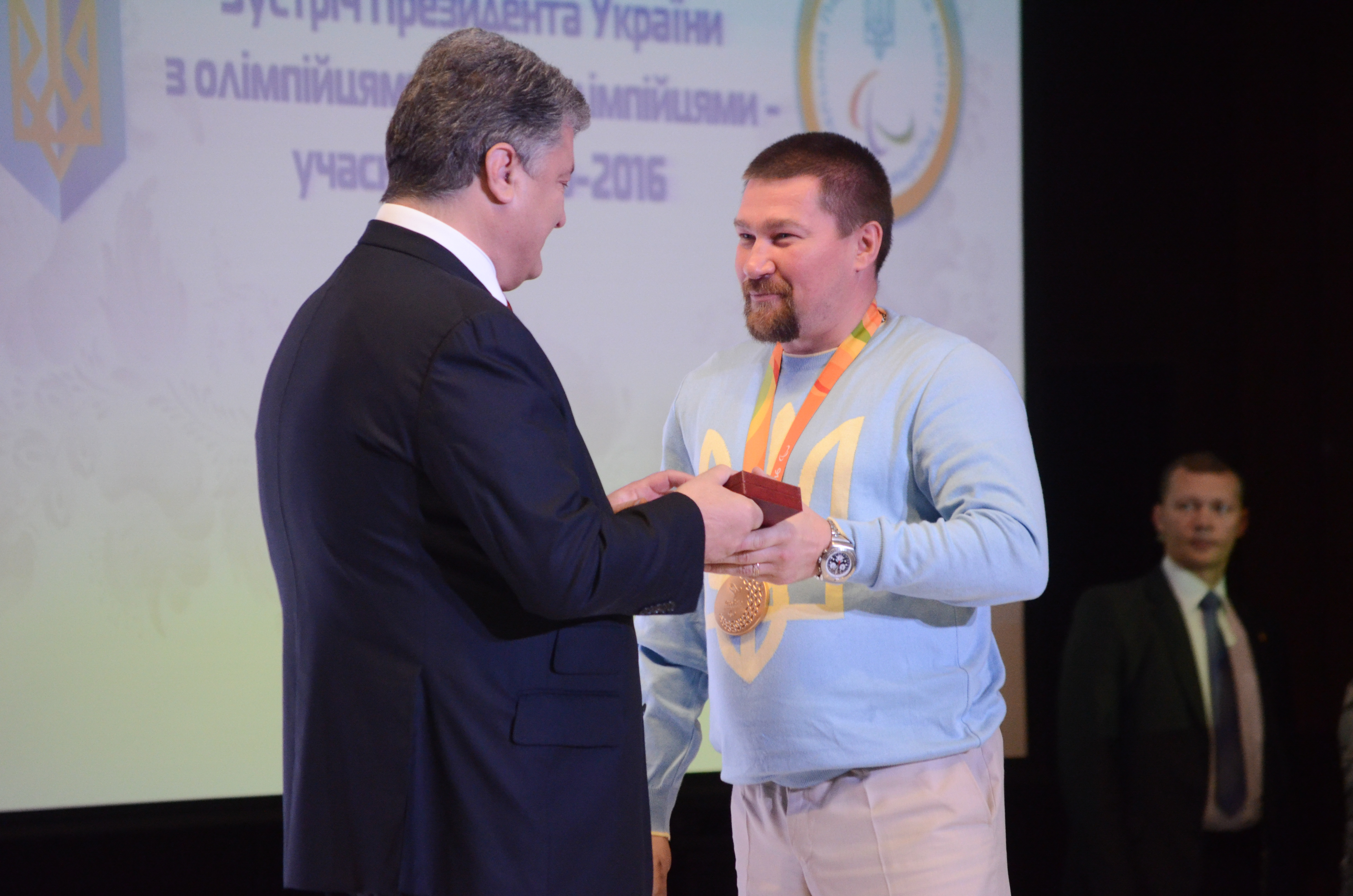
Василь Ковальчук отримує Орден «За заслуги» II ст.

- Орден «За заслуги» II ст. (4 жовтня 2016) — За досягнення високих спортивних результатів на XV літніх Паралімпійських іграх 2016 року в місті Ріо-де-Жанейро (Федеративна Республіка Бразилія), виявлені мужність, самовідданість та волю до перемоги, утвердження міжнародного авторитету України[7]
- Орден «За заслуги» III ст. (17 вересня 2012) — за досягнення високих спортивних результатів на XIV літніх Паралімпійських іграх у Лондоні, виявлені мужність, самовідданість та волю до перемоги, піднесення міжнародного авторитету України[8]